# Pilot (album)
Pilot è il centoventottesimo album in studio del chitarrista statunitense Buckethead, pubblicato il 19 dicembre 2014 dalla Hatboxghost Music.

## Descrizione
Novantottesimo disco appartenente alla serie "Buckethead Pikes", si tratta del quarto dei sei album pubblicati dal chitarrista durante il mese di dicembre 2014 e, al pari del precedente Passageways (pubblicato una settimana prima), contiene il brano omonimo, una suite suddivisa in nove parti.

## Tracce
Musiche di Buckethead.
1. Pilot 1 – 2:51
2. Pilot 2 – 2:59
3. Pilot 3 – 3:25
4. Pilot 4 – 3:21
5. Pilot 5 – 5:06
6. Pilot 6 – 3:42
7. Pilot 7 – 3:07
8. Pilot 8 – 2:00
9. Pilot 9 – 2:43

## Formazione
- Buckethead – chitarra, basso, programmazione